# Cheironitis arrowi
Cheironitis arrowi là một loài bọ cánh cứng trong họ Bọ hung (Scarabaeidae).